# Misau
Misau est une zone de gouvernement local et un émirat de l'État de Bauchi au Nigeria.

## Source
- (en) Cet article est partiellement ou en totalité issu de l’article de Wikipédia en anglais intitulé « Misau » (voir la liste des auteurs).